# Diego Garzitto
Diego Garzitto est un footballeur puis entraîneur franco-italien  né le 19 janvier 1950 à Lestizza dans la province d'Udine.

## Biographie
Il est entraîneur de l'équipe Tout Puissant Mazembe en République démocratique du Congo, de 2009 à 2010, club avec qui il remporte ses premiers titres.
Il est du 7 octobre 2010 jusqu'au 31 décembre 2010, l’entraîneur du Wydad de Casablanca.
Il est nommé, le 13 décembre 2014, entraîneur du Al Merreikh Omdurman.

## Palmarès
Avec TP Mazembe :
- Vainqueur du Championnat congolais : 2009
- Vainqueur de la Ligue des champions de la CAF : 2009
- Vainqueur de la Supercoupe de la CAF : 2009

Avec Al Merreikh Omdurman :
- Vainqueur du championnat du Soudan : 2015